# Santa Maria d'Escaró
Santa Maria d'Escaró fou una antiga església parroquial, romànica, desapareguda, del poble d'Escaró d'Avall, de la comuna del mateix nom, a la comarca del Conflent, de la Catalunya del Nord.
Era a la zona nord de l'actual poble d'Escaró, en el seu Veïnat d'Avall.